# فهد ساكت
فهد ساكت (مواليد 15 مارس 1991) هو لاعب كرة قدم قطري يجيد اللعب كمهاجم.
لعب سابقاً لأندية الخريطيات والسد و الخور والشحانية و الشمال و البدع.

## روابط خارجية
- فهد ساكت على موقع Soccerway.com (الإنجليزية)